# 64e régiment de marche
Pour les articles homonymes, voir 64e régiment.
Le 64e régiment d'infanterie de marche (ou 64e régiment de marche) est un régiment d'infanterie français, qui a participé à la guerre franco-allemande de 1870 et à la campagne de 1871 à l'intérieur.

## Création et différentes dénominations
- 9 décembre 1870 : formation du 64e régiment d'infanterie de marche
- 1er octobre 1871 : fusion dans le 64e régiment d'infanterie de ligne

## Chef de corps
- 5 décembre 1870 : lieutenant-colonel Mathieu de Fossey[1]
- 12 janvier 1871 : lieutenant-colonel Valessie[2],[3]

## Historique
Le 64e de marche est formé le 9 décembre 1870 à Tours, à trois bataillons à six compagnies.
Il est rattaché à la 1re brigade de la 2e division d'infanterie du 19e corps d'armée, moins un bataillon à la 1re brigade de la 2e division d'infanterie du 17e corps d'armée. Ces deux corps font partie de la 2e armée de la Loire.
Le 19 mars 1871, il est affecté à la division de Satory de l'armée de Versailles rassemblée contre la Commune de Paris. Le 6 avril, l'armée est réorganisée et il rejoint la 1re division de la 1re armée de Versailles.
Il fusionne le 1er octobre 1871 dans le 64e régiment d'infanterie de ligne.